# Іслам на Фіджі
Іслам має велику кількість послідовників на Фіджі. На Фіджі проживає близько 60 000 мусульман. Мусульмани на Фіджі в основному є мусульманами-сунітами з меншістю шиїтів і Ахмадія. У виборах 1966 року на Фіджі брала участь мусульманська комунальна партія Мусульманський політичний фронт, що базувалася в Сува. В даний час урду широко викладають серед мусульманських шкіл для фіджійських мусульман по всій Фіджі.
На початку 19 століття мусульмани мігрували на Фіджі з Південної Азії. Ліга мусульман Фіджі (FML) була створена в 1926 році. FML відіграв важливу роль у розвитку ісламу, оскільки вони зробили внесок у систему шкільної освіти Фіджі, відкривши мусульманські школи в країні. У 1929 році Мусульманська ліга Фіджі прагнула отримати дискретне представництво для мусульман у Законодавчій раді Фіджі.
Деякі сучасні мусульманські мігранти з арабських країн, такі як Судан, Ємен і Єгипет, також оселилися на Фіджі, утворивши фіджійсько-арабське населення разом з іншими мігрантами з інших країн ісламського світу. Ісламські свята, такі як Мавлід, також визначені як вихідні урядом Фіджі.

## Рання історія
До початку 19-го століття мусульманські мігранти зберігали іслам у своїх сім'ях протягом поколінь після того, як перший корабель привіз представників різних етнічних груп через Південну Азію, найнятих робітників на Фіджі в 1879 році. На першому трудовому кораблі з контрактами, Леонідас, була досить висока частка мусульман — 22 % Між 1879 і 1916 роками загалом 60 553 робітників було привезено на Фіджі з Південної Азії згідно з системою найму. Мусульмани зіграли свою роль у протесті проти договору. У 1907 році група найнятих робітників страйкувала в Лабасі. Більшість із них були пуштунами та пенджабцями, які були мусульманами. Хоча мусульмани жили як окрема громада, вони мали мирні стосунки з іншими громадами, включаючи корінних фіджійців та індійських індусів.
Починаючи з 1884 року, коли робітники закінчили свій п'ятирічний термін перебування на посаді, у багатьох районах Фіджі почали формуватися мусульманські громади. Прибуття Мулли Мірзи Хана, вільного іммігранта, стало поштовхом для ісламу на Фіджі, оскільки він зробив великий внесок у освітні та релігійні потреби мусульман. У 1900 році були побудовані мечеті в Наусорі і в Навуа, а в 1902 році була побудована ще одна мечеть в Лабасі. Почалося будівництво багатьох мечетей, і на Фіджі почався підйом ісламу. У 1909 році мусульмани звернулися до Комісії з освіти про те, щоб навчали своїх дітей перською мовою та урду. У 1915 році ісламська організація Anjuman Hidayat ul-Islam звернулася до уряду Фіджі з проханням про урочисте оформлення мусульманських шлюбів казі та рекомендувала призначити свого секретаря для району Сува.

### Створення Ліги мусульман Фіджі
Після того, як мусульмани Фіджі були підписані, Мусульманська ліга Фіджі була сформована в Джамія Масджид в Тораку 31 жовтня 1926 року. Мусульманська ліга Фіджі зробила внесок у освіту на Фіджі. Їхня перша школа, Мусульманська початкова школа Сува, була відкрита в рік заснування 1926 року. Сьогодні Мусульманська ліга Фіджі володіє та керує 17 початковими та 5 середніми школами, а також вищим навчальним закладом, відомим як Ісламський інститут південної частини Тихого океану. Мусульманська ліга Фіджі приймає студентів і співробітників усіх етнічних і релігійних груп, а не тільки мусульман.
Мусульманська ліга Фіджі надає допомогу нужденним мусульманам у вищих навчальних закладах за рахунок позик від свого освітнього фонду та Ісламського банку розвитку. З двох позик/нагород IDB для вищих навчальних закладів одна надається на місцевому рівні для інформаційних технологій, а інша для вивчення медицини в Пакистані. Велика частина останніх останнім часом була виділена для підготовки лікарів-мусульманок; деякі отримали кваліфікацію та працюють на Фіджі.
Окрім освіти, Мусульманська ліга Фіджі з самого початку намагалася допомогти задовольнити всі соціальні потреби мусульманської громади. Його участь у соціальному забезпеченні є як на національному, так і на галузевому рівнях. Під час стихійних лих або потрясінь Мусульманська ліга Фіджі безпосередньо допомагає як мусульманам, так і немусульманам, чиї будинки та життя були зруйновані. Його благодійна діяльність забезпечує багато сімей харчуванням, одягом, житлом і відправляє дітей до школи.

## Інциденти
У 2002 році Фіджі була однією з 25 країн, громадянам яких було заборонено в'їзд до Американського Самоа через нову політику останнього щодо обмеження в'їзду мусульман на територію. Уряд Фіджі запротестував, і Фіджі було вилучено зі списку заборонених у 2003 році.